# 考剎爾戰鬥機

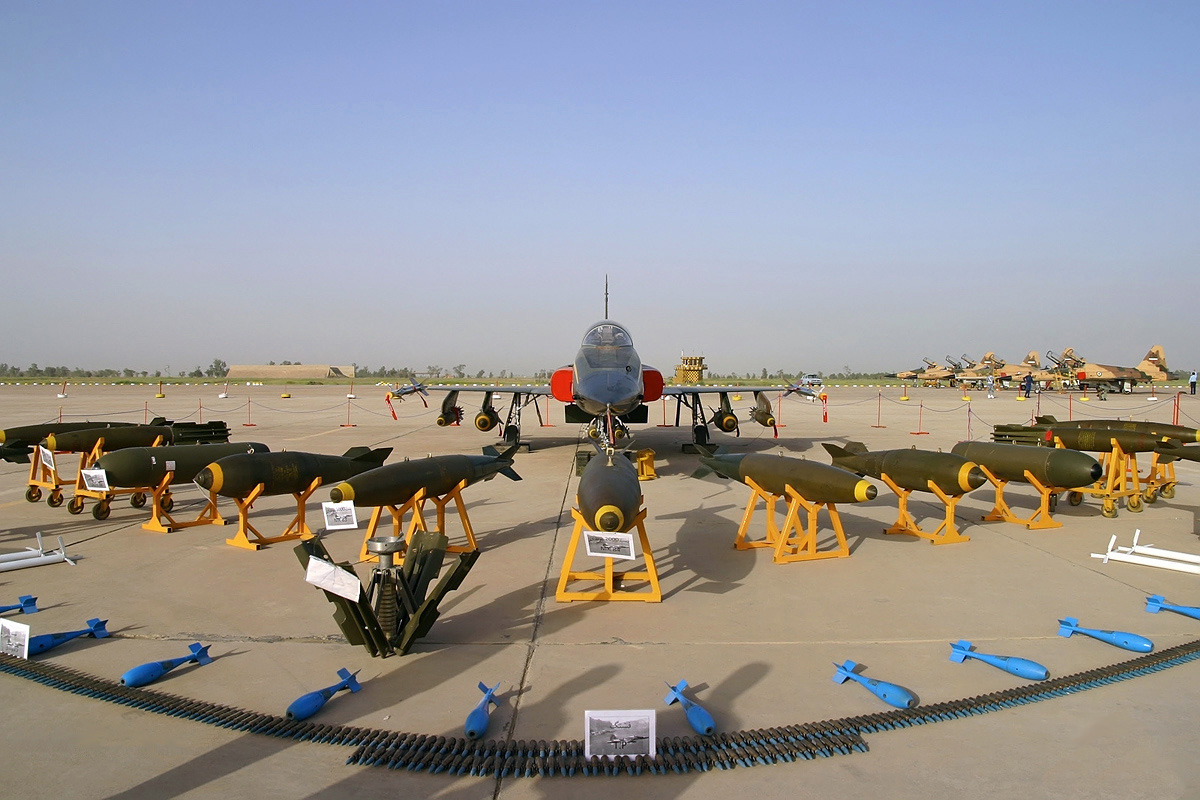
武器展示

考剎爾戰鬥機（Kowsar/Azarakhsh），是伊朗於2010年代，根據早年巴勒維時代友美政策取得的F-5E戰機進行逆向仿製達成全國產化的一款噴射戰機，但有利用現代科技做若干改良。

## 歷史
仿製F-5的計畫可追溯至1997年，伊朗武裝部隊總參謀長阿拉斯特准將首度公布伊朗仿製了一架F-5並首飛，但究竟多少成分達成國產，實戰能力如何外界不得而知，只知伊朗自稱建立了生產線。
到2000年中，可靠消息指有四架飛機正在接受運行試驗，而每年可以生產10架上下，2000年5月17日空軍代理指揮官說量產已經開始，但直到2007年8月5日才首次有公開新聞畫面進行試飛，同時國防部部長穆罕默德納賈爾在畫面中表示已經有實戰能力。
而不久後的2007年9月出人意料出現一架外界沒見過名為閃電80戰鬥機的機種公布，該機幾乎與F-5相似但後部裝了兩個垂直尾翼，與F-18若干相似，外界猜測伊朗已經不再單純仿製而是對F-5開始一些自創的改良，然而2018年後美伊關係緊張加劇，伊朗突然高調公布考剎爾戰鬥機全國產化量產成功，並由總統親自揭幕還上機操作儀表板，但考剎爾外觀與F-5E幾乎沒有差別，尾翼也只有一個，外界一面推測可能雙尾翼的閃電80效能不如預期，所以又重回單純仿製路線，但同時判斷這次的高調公布應該是表明經歷了幾十年的研究伊朗已經吃透了F-5的全部技術可達到全零件自製，並可能得到了中俄援助換裝了21世紀新科技的武器和航電電腦。2018年8月23日中國央視專題節目探討了考剎爾戰鬥機發布典禮，加一步證實了伊朗報導中的一些訊息。